# Азбаев Ключ
 Азбаев Ключ  — деревня в Малмыжском районе Кировской области. Входит в состав Арыкского сельского поселения.

## Население
| 2010 |
| ---- |
| 2    |

## География
Расстояние до районного центра — 10 км. 